# Великие Каневцы
Вели́кие Каневцы́ (укр. Великі Канівці) — село в Чернобаевском районе Черкасской области Украины.
Почтовый индекс — 19930. Телефонный код — 4739.

## Население
Население по переписи 2001 года составляло 1397 человек.

### Языковой состав
Родной язык населения по данным переписи 2001 года:
| Язык       | Численность, чел. | Доля     |
| ---------- | ----------------- | -------- |
| Украинский | 1 382             | 98,93 %  |
| Другое     | 15                | 1,07 %   |
| Итого      | 1 397             | 100,00 % |

## Местный совет
19930, Черкасская обл., Чернобаевский р-н, с. Великие Каневцы, ул. Котовского, 10